# قدیم‌کند
قدیم‌کند (به ترکی آذربایجانی: Qədimkənd) یک منطقهٔ مسکونی در جمهوری آذربایجان است که در شهرستان نفت‌چاله واقع شده‌است. قدیم‌کند ۲٬۳۲۰ نفر جمعیت دارد.